# الأحد الدامي (1905)

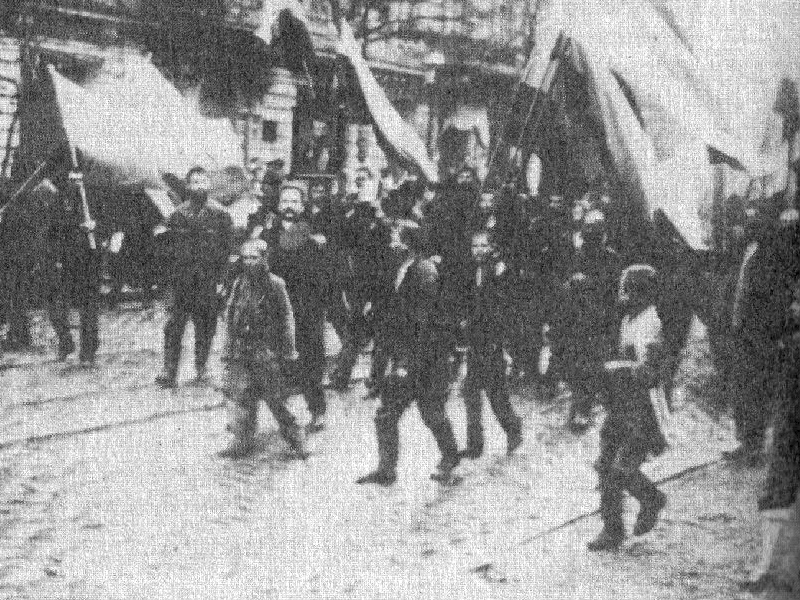
طريق التظاهرة نحو القصر

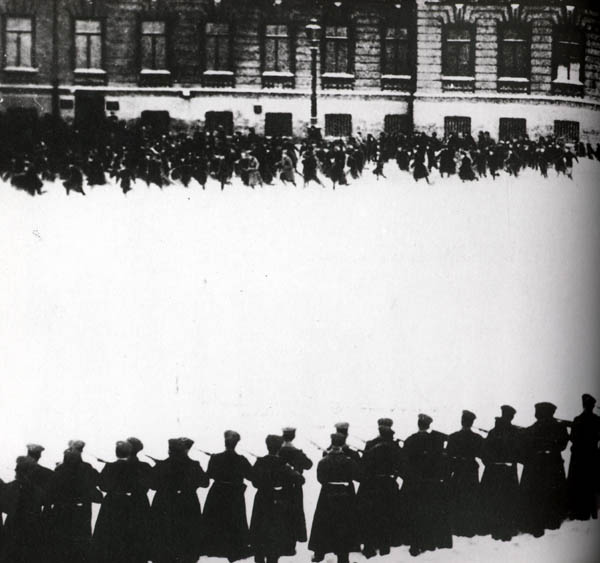
صف من الجنود يرمي المتظاهرين بالرصاص في قصر الشتاء في سانت بطرسبرغ: لقطة من الفيلم الدعائي السوفيتي Devyatoe yanvarya (1925)

الأحد الدامي (بالروسية: Кровавое воскресенье)‏ كان حادثة وقعت في 22 يناير 1905 في سانت بطرسبرغ بالامبراطورية الروسية حين تقدم متظاهرون غير مسلحين نحو قصر الشتاء ليقدموا التماسًا للقيصر نيقولا الثاني فوجه إليهم الحرس الإمبراطوري الروسي بوابل من الرصاص. قاد الأب غابون التظاهرة بتنسيق مع سيرغي زوباتوف عضو الأوخرانا (الشرطة السرية الروسية) و كان هدفهم تأسيس منظمات عمالية. كان الأحد الدامي حادثة ذات وقع كبير بعواقب خطيرة على نظام القيصر حيث لم يقدم الذين شهدوا الحادثة من العامة الدعم للحكومة. بلغ عدد المتظاهرين أكثر من 300000 شخص وفاق عدد القتلى 4000 حسب تقديرات المعارضين و 96 حسب تقديرات السلطات وتسبب هذا الحدث في الثورة الروسية 1905. إثر الحادثة فر غابون خارج روسيا وحين عاد قتلته منظمة القتال الاشتراكية الثورية.

## خلفية
بعد تحرير الأقنان عام 1861 من قِبل قيصر روسيا ألكسندر الثاني، ظهرت طبقة عمال قروية جديدة في مدن روسيا الصناعية. قبل التحرير، لم يكن من الممكن تأسيس طبقة عاملة بسبب إبقاء الأقنان - العاملين في المدن لاستكمال دخلهم- على ارتباطاتهم بالأرض وبأسيادهم. على الرغم من أن ظروف العمل في المدن كانت مريعة، إلا أنهم كانوا يعملون لفترات قصيرة من الوقت فقط ويعودون إلى قراهم حين انتهاء عملهم أو عندما يحين وقت استئناف العمل الزراعي.
تولّد عن تحرير الأقنان تشكيل طبقة عاملة مستقرة في المناطق الحضرية، الأمر الذي خلق ضغطًا على المجتمع الروسي التقليدي. كان القرويون «يواجهون علاقات اجتماعية غير مألوفة ونظام مُحبط من الضوابط الصناعية (ضوابط العمل في المصانع) وظروف الحياة المدنية الشاقة». شكلت هذه المجموعة الجديدة من العمال القرويين غالبية العمال في المناطق الحضرية. كانوا غير ماهرين بشكل عام، إذ تلقى هؤلاء القرويون أجور قليلة، وكانوا يعملون في بيئات عمل غير آمنة وعملوا حتى 15 ساعة في اليوم. على الرغم من أن بعض العمال كانوا يملكون علاقة أبوية (علاقة رعاية وخضوع) مع مديرهم في العمل، فقد كان مدراء المصانع حاضرين وفعالين أكثر مما كان عليه مالكو الأراضي من النبلاء، الذين كانوا سابقًا مالكي الأقنان. تحت نظام القنانة، امتلك القرويون تواصلًا قليلًا مع مالكي الأرض، إذا وجد هذا التواصل أساسًا. لكن، في البيئة الحضرية الجديدة كثيرًا ما استخدم مدراء المصانع سلطتهم المطلقة بأساليب مُسيئة وتعسفية. أدى سوء استغلالهم للسلطة، الذي تجلى في ساعات العمل الطويلة والأجور المنخفضة وانعدام وجود احتياطات السلامة، إلى حدوث الإضرابات في روسيا.

### الإضرابات الأولى
«كان المصطلح الروسي لكلمة إضراب، ستاتشكا، مُشتقًا من مصطلح عامي قديم، ستاكاتسيا – التواطؤ من أجل عمل إجرامي». ولذلك اعتبرت القوانين الروسية الإضرابات كأعمال تآمر إجرامية وعوامل محتملة محفزة للعصيان (التمرد). على أي حال، كان الرد الحكومي على الإضرابات داعمًا لجهود العمال وشجع الإضرابات باعتبارها أداة فعالة يمكن استخدامها من قِبل العمال للمساعدة في تحسين ظروف عملهم. عمومًا، تدخلت السلطات القيصرية من خلال اتخاذ عقوبات قاسية، خصوصًا تجاه قادة الإضراب ومتحدثيه، لكن كثيرًا ما كان يجري استعراض شكاوى المضربين واعتبارها محقة وطُلب من المدراء تصحيح الإساءات التي سببت هذه الإضرابات.
لم تعالج هذه التصحيحات النظام غير المتوازن والذي يفضل المدراء بشكل واضح. سبب هذا استمرار الإضرابات وحدوث أول إضراب صناعي كبير في روسيا، الذي وقع عام 1870 في سانت بطرسبورغ. كانت هذه الظاهرة الجديدة حافزًا لإضرابات عديدة أكثر في روسيا، والتي ازدادت حتى بلغت الذروة بين عام 1884 و1885 حين أضرب 4,000 عامل في مصنع موروزوف للقطن. دفع هذا الإضراب الكبير بالمسؤولين إلى دراسة أنظمة ستضبط إساءات المدراء وتضمن السلامة في مكان العمل. تم تمرير قانون جديد عام 1886 تطلبَ من المدراء تحديد ظروف العمل في مصانعهم خطيًا. تضمّن هذا طريقة معاملة العمال وساعات العمل واحتياطات الأمان التي يتخذها المدير. وضع هذا القانون الجديد أيضًا ما يُسمى بمفتشي المصانع، وكانوا مسؤولين عن الحفاظ على السلام في المصانع. رغم هذه التغييرات، بلغ النشاط الإضرابي مرة أخرى نسب مرتفعة خلال ثمانينيات القرن التاسع عشر، مما أدى إلى تحديد يوم العمل بإحدى عشرة ساعة ونصف عام 1897.

### الأب غابون
لعب دور القيادة في هذه الأحداث القس الأب جورجي غابون. كان الأب غابون متحدث مؤثر ومُنظِّم فعال وأبدى اهتمامًا بالطبقات العاملة والمتدنية في المدن الروسية.

كانت «جمعية عمال المصانع والمطاحن الروس في مدينة سانت بطرسبورغ»، المعروفة «بالجمعية»، مرؤوسة من قِبل الأب غابون منذ عام 1903. كانت الجمعية تحت رعاية مديرية الشرطة والشرطة السرية (الأوخرانا) لمدينة سانت بطرسبرغ؛ نما عدد أعضاء الرابطة خلال عام 1904 بسرعة، على الرغم من أن العديد من المجموعات الراديكالية اعتبرتها «نقابة شرطة» – تحت سيطرة الحكومة. كانت أهداف الجمعية تتمثل في الدفاع عن حقوق العمال ورفع حالتهم الأخلاقية والدينية. على حد تعبير الأب غابون، عملت هذه المنظمة:
كمجهود نبيل، تحت توجيه رجال علمانيين ورجال دين مثقفين روس حقيقيين، لتعزيز رؤية متزنة ومسيحية تجاه الحياة لدى العمال وغرس مبدأ التعاون، وبالتالي المساعدة على تحسين حيوات وظروف العمال دون عنف يخل بالقانون وبالنظام في علاقاتهم مع المدراء والحكومة.
جي. إيه. غابون، نقلًا عن سابلينسكي، الطريق إلى الأحد الدامي، 89
عملت الجمعية كنوع من نقابة لعمال سانت بطرسبورغ. وُصفت بأنها مُحافِظة بشدة في دعمها للأوتوقراطية، كانت الجمعية وسيلة لتلافي المؤثرات الثورية واسترضاء العمال من خلال النضال من أجل ظروف وساعات عمل وأجر أفضل. ستعمل الجمعية كأحد الحوافز لما سيعرف لاحقًا باسم الأحد الدامي.

## توطئة

### حادثة بوتيلوف
في شهر ديسمبر عام 1904، طُرد أربعة عمال من مصنع بوتيلوف للحديد في سانت بطرسبرغ بسبب انتسابهم إلى الجمعية، على الرغم من تأكيد مدير المصنع على أنهم طردوا لأسباب غير مرتبطة بذلك. تقريبًا، أضربت كل القوى العاملة في أعمال حديد بوتيلوف حين رفض مدير المصنع تلبية مطالبهم بإعادة توظيف العمال المطرودين. زادت الإضرابات المتعاطفة معهم في أجزاء أخرى من المدينة عدد المُضربين إلى 150,000 عامل في 382 مصنع. بحلول يوم 21 يناير [8 يناير حسب التقويم اليولياني] عام 1905، لم تكن المدينة تملك لا كهرباء ولا صُحُف على الإطلاق وأُعلن عن إقفال كل المناطق العامة.

### العريضة والتحضير للمسيرة
اتُخذ القرار لتحضير وتقديم عريضة أثناء المحادثات التي جرت مساء 19 يناير [6 يناير حسب التقويم اليولياني] عام 1905، في مقر حركة الأب غابون – «قاعة غابون» في شارع شليسلبورغ في سانت بطرسبورغ. أوضحت العريضة، على النحو الذي صيغت به من قِبل غابون بنفسه بمصطلحات محترمة، مشاكل وآراء العمال ودعت إلى ظروف عمل أفضل وأجور عادلة أكثر وتخفيض عدد ساعات العمل في اليوم إلى ثمانية. تضمنت مطالب أخرى منها وضع حد للحرب الروسية-اليابانية وتطبيق الاقتراع العمومي. تردد صدى فكرة العريضة لدى الجماهير العاملة ذات التفكير التقليدي. من القرن الخامس عشر إلى بدايات القرن الثامن عشر كانت العريضة الفردية أو الجمعية من الوسائل المتبعة للفت انتباه إدارة القيصر إلى التظلمات والشكاوى. يمكن تقديمها إلى مكتب العرائض في موسكو، أو مباشرةً إلى القيصر أو إلى المسؤولين في بلاطه حين يكون القيصر خارج القصر.
لم تكن المسيرة نحو قصر الشتاء فعلَ تمردٍ أو فعلًا ثوريًّا. عارضت مجموعات سياسية، مثل البلاشفة والمناشفة والثوريين الاجتماعيين المسيرة بسبب فقدانها للمطالب السياسية. حتى أن الأب غابون شجع أتباعه على تمزيق المناشير التي دعمت الأهداف الثورية. أبقى غالبية العمال الروس على قيمهم المحافظة التقليدية للأرثوذكسية، وهي الإيمان بالأوتوقراطية واللامبالاة بالحياة السياسية. أمِلَ عمال سانت بطرسبورغ بالحصول على معاملة منصفة وظروف عمل أفضل؛ ولهذا قرروا تقديم التماس إلى القيصر على أمل أن يفعل شيئًا حيال الأمر. كان القيصر في نظرهم، ممثلهم الذي سيساعدهم إذا ما أدرك وضعهم. عيّن الله القيصر، لذلك يُعتبر القيصر مُلزمًا بحماية الشعب وفعل ما هو أفضل لهم. كانت العريضة مكتوبة بمصطلحات متذللة وانتهت بتذكير القيصر بالتزامه تجاه شعب روسيا وعزيمتهم على فعل ما يتطلبه الأمر لضمان تحقيق ما يرضيهم. تضمنت: «وإذا لم تفعل ما يتطلبه الأمر ولا تستجيب لالتماسنا سنموت هنا في هذه الساحة أمام قصرك». أرسل غابون، الذي كان يملك علاقة مبهمة مع السلطات القيصرية، نسخة من العريضة إلى وزير الداخلية بالإضافة إلى إبلاغٍ حول نيته لقيادة مظاهرة من أعضاء حركته العمالية إلى قصر الشتاء في يوم الأحد القادم.
نُشر الجنود حول قصر الشتاء وفي مواقع رئيسية أخرى. على الرغم من النداءات الملحة من قِبل أعضاء عدة من العائلة الإمبراطورية لبقائه في سانت بطرسبورغ، غادر القيصر في يوم السبت 21 يناير [8 يناير حسب التقويم اليولياني] عام 1905 إلى قرية القيصر. اختُتم اجتماع لمجلس الوزراء، والذي عُقد دون أي حس خاص بالأهمية في نفس تلك الليلة، بأن الشرطة ستنشر خبر غيابه وأن العمال بناء على ذلك سيتخلّون عن خططهم لإقامة مسيرة.